# جو ادواردز (بازیکن فوتبال، زاده ۱۹۹۰)
جو ادواردز (انگلیسی: Joe Edwards؛ زادهٔ ۳۱ اکتبر ۱۹۹۰) بازیکن فوتبال اهل بریتانیا است.
از باشگاه‌هایی که در آن بازی کرده‌است می‌توان به باشگاه فوتبال بث سیتی، باشگاه فوتبال کولچستر یونایتد، باشگاه فوتبال یئوویل تاون، باشگاه فوتبال استوک‌پورت کانتی، باشگاه فوتبال استون ویلا، و باشگاه فوتبال بریستول سیتی اشاره کرد.